# Goi Masahisa
Goi Masahisa (jap. 五井 昌久; * 22. November 1916 in Asakusa, Tokio (heute: Taitō, Tokio); † 17. August 1980) war ein japanischer Philosoph und Friedensaktivist. Er schrieb mehr als 30 Bücher über verschiedene religiöse Themen.

## Leben
Bereits als Kind wurde Goi Masahisa zur Selbständigkeit erzogen, um seinen Lebensunterhalt trotz Unterstützung der Eltern weitgehend selbst zu bestreiten. So begann er neben der Schule in zahlreiche Nebenjobs zu arbeiten, was ihm jedoch wegen gesundheitlicher Probleme und schwächlicher Konstitution oftmals schwerfiel. So begann er sich mit Gedichten und Liedtexten zu beschäftigen und nahm auch Gesangsunterricht, um später eine Karriere als Musiker und Dichter einzuschlagen. Durch den Eintritt Japans in den Zweiten Weltkrieg wurde sein Vorhaben unterbrochen und er nahm eine Stelle in einer Firma an, um die Mitarbeiter zu motivieren, die stark erhöhte Belastung zu überstehen. Unmittelbar nach Ende des Krieges, erkrankte er schwer und erlangte im Verlauf dieser Krankheit, das, was er selbst Einheit mit dem Göttlichen Selbst nannte, und genas auf wundersame Weise. Durch einige Treffen mit bedeutenden Heilern seiner Zeit lernte er, seine spirituellen Fähigkeiten zu verbessern und konnte damit anderen Menschen helfen, ihre Krankheiten zu überwinden.

## Gründung spiritueller und dem Frieden dienender Organisationen

### Byakkō Shinkōkai

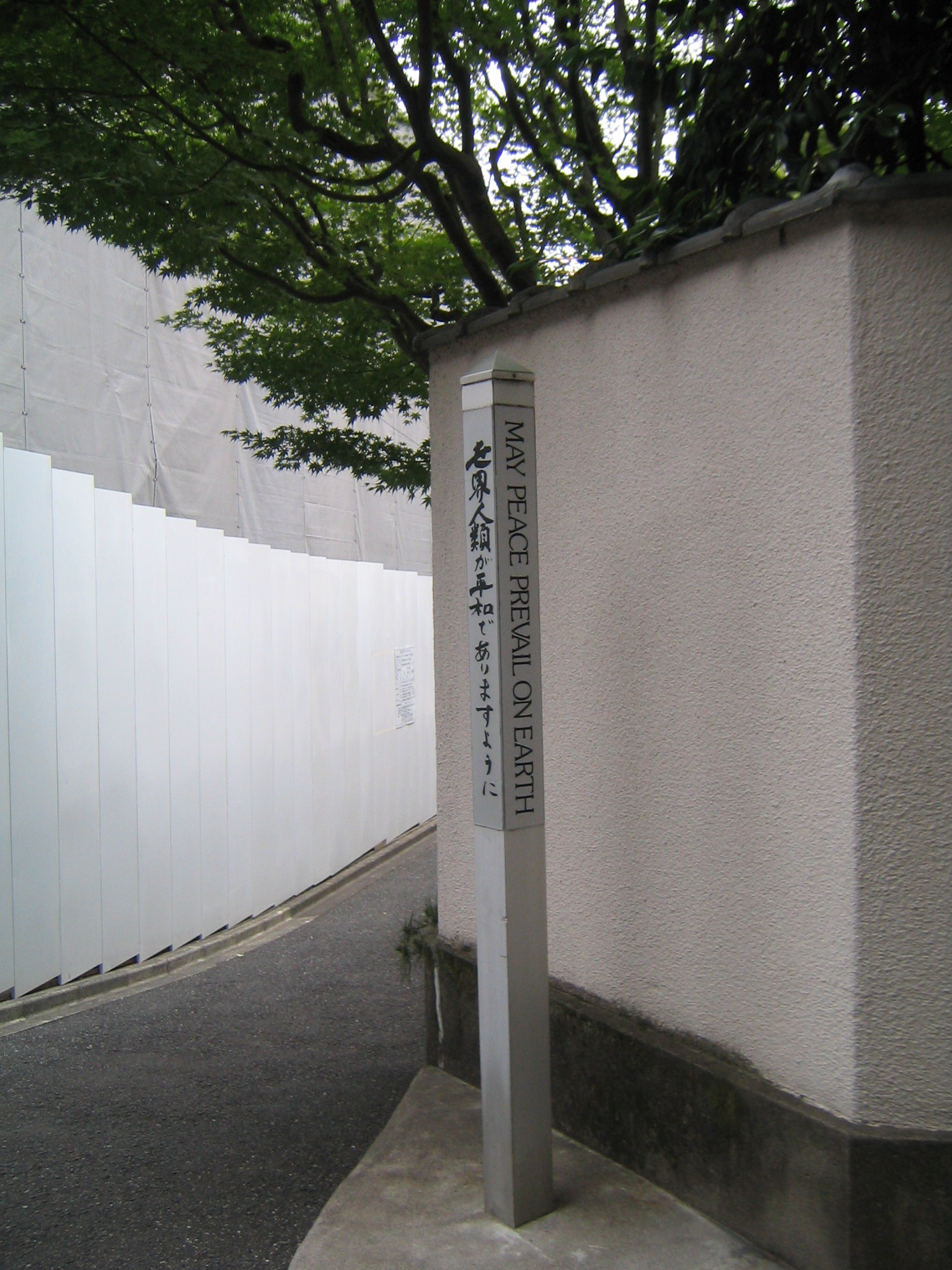
Friedenspfahl in Shirokane, Minato, Tokio

In der Erkenntnis des Friedens als wichtiges Ziel des Menschen gründete Goi 1955 Byakkō Shinkōkai (白光真宏会, „wahre, große Gesellschaft des Weißen Lichts“), nachdem sich eine Kerngruppe bereits 1951 gebildet hatte, nachdem er wegen Divergenzen im Hinblick auf die Praxis auf Ersuchen von seinem Posten als Lehrer von Seicho no Ie, für das er einige Zeit gewirkt hatte, zurückgetreten war, und spontan begonnen hatte, Leute zu versammeln, die sowohl der geistig-spirituellen Lehre als auch der Friedensbewegung diente und der Anhebung des planetaren Bewusstseins. Byakkō wurde als „Shukyo-Hojin“ (religiöse Organisation) registriert. 
Byakkō förderte unter anderem zusammen mit der Verbreitung und Anwendung des Gebetes „Möge Friede auf Erden sein“ (世界人類が平和でありますように, was direkt übersetzt ungefähr bedeutet „Möge Friede den Menschen der Welt sein“) zugleich eine als an keine Religion gebundene Friedensbewegung (Am Eingang des Dōjō, in dem auch der Aikidō-Gründer Ueshiba Morihei, ein enger Bekannter Goi Masahisas, einige Male lehrte, hing neben der Bezeichnung Byakkō Shinkōkai zugleich ein Schild mit der Inschrift Inori niyoru Sekai Heiwa Undō (祈りによる世界平和運動), „Weltfriedensbewegung durch Gebet“). Das Gebet dient dem Verständnis Byakkōs nach sowohl der eigenen spirituellen Entwicklung / dem eigenen Frieden als auch dem Frieden der Welt. Man verstand es nicht als auf die eigene Organisation begrenzt, sondern als ein Gebet, dass jede Religion und jede Sekte neben ihren eigenen Gebeten beten sollten als ein der Menschheit gemeinsames Gebet.
Die Byakkō Shinkōkai wird heute von Masami Saionji, der Adoptivtochter Gois, geleitet.

### World Peace Prayer Society
Das Verständnis des Friedensgebetes als für alle gedachtes Gebet fand jedoch bei anderen Religionen keinen Widerhall. Diese Friedensbewegung fand keine große Verbreitung. Sowohl Anhänger von Byakkō als auch andere religiöse Gruppierungen hielten auf Grund des sowohl Byakkō als auch der von Goi initiierten Friedensbewegung gemeinsamen Gebetes diese für eines.
Um diesem Problem abzuhelfen, wurde die World Peace Prayer Society als eine von Byakkō unabhängige, nicht-religiöse gemeinnützige Organisation gegründet. Seitdem hat die Friedensbewegung der World Peace Prayer Society weltweite Verbreitung gefunden. Seit 1988 befindet sich das Hauptquartier der 1990 bei dem Department of Public Information der UN eingetragene Non-Governmental Organization (NGO) in New York.
Die Society hat auch die Idee der Friedenspfählen aufgenommen, von denen es mittlerweile mehr als 200.000 in 180 Ländern gibt und die die Aufschrift „May Peace Prevail on Earth“ (dt. „Möge Frieden auf Erden sein“) in mehreren Sprachen tragen.

### Goi Peace Foundation
1999 wurde außerdem in Tokyo mit Genehmigung bzw. Anerkennung des japanischen Ministeriums für Bildung, Kultur, Sport, Wissenschaft und Technologie die Goi Peace Foundation gegründet, um Gois Friedensgedanken auch in verschiedenen Kulturbereichen zu verbreiten. Sie arbeitet an einem globalen Friedensnetzwerk. Sie arbeitet eng mit der World Peace Prayer Society zusammen und verfolgt Aktivitäten, die auf der in der Erklärung für alles Leben auf der Erde (“Declaration for All Life on Earth”) dargestellten Vision und Prinzipien, die im Jahr 2000 bekanntgemacht wurde, basieren. In Anerkennung ihrer Friedensbemühungen wurde der Stiftung 2004 ein spezieller Konsultativstatus mit dem Wirtschafts- und Sozialrat (Economic and Social Council, ECOSOC) der Vereinten Nationen verliehen. Eine offizielle Beziehung zur UNESCO besteht seit dem Jahr 2006.
Die Organisation verleiht den Goi Peace Award.

## Schriften (Auswahl)
- Gott und Mensch. Byakko Verlag, 1987, ISBN 4-89214-167-4
- The Spirit of Lao Tsu. Japan, 1980, ISBN 4-89214-143-7
- The Principle behind The World Peace Prayer Movement. Byakko Press, 2004, ISBN 4-89214-158-5